# Kendall Fuller
Kendall Christopher Fuller (Baltimora, 13 febbraio 1995) è un giocatore di football americano statunitense che milita nel ruolo di cornerback per i Miami Dolphins della National Football League (NFL).

## Carriera

### Washington Redskins
Al college, Fuller giocò a football alla Virginia Tech University dal 2013 al 2015. Fu scelto nel corso del secondo giro (84º assoluto) nel Draft NFL 2016 dai Washington Redskins. Debuttò come professionista partendo come titolare nella gara del quarto turno contro i Cleveland Browns in cui mise a segno 8 tackle. La sua stagione da rookie si concluse con 42 tackle e 2 passaggi deviati in 13 presenze, 6 delle quali come titolare.

### Kansas City Chiefs
Il 30 gennaio 2018, i Redskins scambiarono Fuller con i Kansas City Chiefs per una scelta del terzo giro del Draft NFL 2018 e il quarterback Alex Smith. Il 2 febbraio 2020 scese in campo nel Super Bowl LIV contro i San Francisco 49ers che i Chiefs vinsero per 31-20, riconquistando il titolo dopo cinquant'anni. Nella finalissima mise a segno 4 tackle e l'intercetto nel finale di gara su Jimmy Garoppolo che sigillò la vittoria per la sua squadra.

### Ritorno a Washington
Il 16 marzo 2020, Fuller firmò un contratto quadriennale del valore di 40 milioni di dollari per fare ritorno ai Redskins.

### Miami Dolphins
Il 14 marzo 2024 Fuller firmò con i Miami Dolphins.

## Palmarès
- Super Bowl : 1

Kansas City Chiefs: LIV
- American Football Conference Championship: 1

Kansas City Chiefs: 2019